# Pachydema curvipedes
Pachydema curvipedes är en skalbaggsart som beskrevs av Escalera 1914. Pachydema curvipedes ingår i släktet Pachydema och familjen Melolonthidae. Inga underarter finns listade i Catalogue of Life.